# Cocalos
Dans la mythologie grecque, Cocalos (en grec ancien Κώκαλος / Kốkalos) est le roi mythique des Sicanes. Il serait devenu le premier roi de l'île — la Sicile — à la mort des Cyclopes. 
Selon Pierre Lévêque, « Cocalos semble être à l’origine un dieu ornithomorphe (son nom paraît être le nom méditerranéen de l’épervier), régnant sur les sources chaudes (d’où l’épisode du bain mortel de Minos) et parèdre d’une Grande Mère sicane. »
Cocalos est associé au mythe de Dédale, architecte et constructeur de la cité de Camicos, capitale du royaume, située dans la région d'Agrigente.
Dans la seconde moitié du XXe siècle, Kokalos est le nom d'une revue consacrée à histoire de la Sicile.

## Sources antiques
- Pseudo-Apollodore, Épitome [détail des éditions] [lire en ligne], 1, 14 et 15.
- Diodore de Sicile, Bibliothèque historique [détail des éditions] [lire en ligne], IV, 77 à 79 ; V, 78, 4.
- Pausanias, Description de la Grèce [détail des éditions] [lire en ligne], I, 21, 4 ; VII, 4, 6.
- Strabon, Géographie [détail des éditions] [lire en ligne], VI, 2, 6 ; VI, 3, 2.
- Hygin, Fables [détail des éditions] [(la) lire en ligne], 40 et 44.
- Ovide, Métamorphoses [détail des éditions] [lire en ligne], VIII, v. 260 et suiv.